# 전주곡
전주곡(前奏曲, 이탈리아어: preludio, 독일어: Vorspiel, 영어: prelude)은 어떤 음악 전에 나오는 음악을 말한다.
도입적 성격의 자유로운 형식으로 된 기악곡으로, 본래는 건반악기용으로 극히 짧은 것이었으나 17세기 후반 이후부터 모음곡의 첫째 악장으로 되었다. 19세기 이후로는 악곡의 도입으로서는 성격을 상실하고 독립한 캐릭터 피스(character piece, 낭만파의 작곡가들이 많이 작곡한 기악(특히 피아노) 소품으로, 시적인 감정에 따라 자유로운 형식으로 쓰였다)의 일종으로 쓰였다. 프레데리크 쇼팽, 클로드 드뷔시 등의 전주곡은 그런 예에 해당한다. 곡은 보통 짧은 모티프나 음형의 전개로 이루어진다. 전주곡은 피아노를 비롯한 건반악기말고도 기타, 비올라, 첼로, 카리용 등 다른 악기로도 작곡되었다. 한편 오페라에서의 전주곡은 리하르트 바그너 등이 쓴 적이 있다.

## 전주곡을 작곡한 사람들

### 피아노
- 슈테펜 헬러(Stephen Heller)
- 루이 비에른(Louis Vierne)
- 갈리나 우스트볼스카야(Galina Ustvolskaya)
- 세르게이 랴푸노프(Sergei Lyapunov)
- 요크 보웬
- 요한 네포무크 훔멜
- 프레데리크 쇼팽
- 샤를 발랑탱 알캉
- 안톤 아렌스키
- 알렉산드르 스크랴빈
- 클로드 드뷔시
- 가브리엘 포레
- 세르게이 라흐마니노프
- 알베르토 히나스테라
- 라인홀트 글리에르
- 니콜라이 카푸스틴
- 드미트리 쇼스타코비치
- 찰스 빌리어스 스탠포드
- 보후슬라프 마르티누
- 올리비에 메시앙
- 조지 거슈윈
- 페루초 부소니
- 사무일 페인베르크
- 카롤 시마노프스키
- 앤서니 버제스

### 피아노 이외
- Casimir Ney(1801~77)(비올라)
- 미에치스와프 바인베르크(첼로)
- 마티아스 반덴 게인(Matthias Vanden Gheyn, 1721~85)(카리용)
- 마누엘 폰세(기타)
- 에이토르 빌라로부스(기타)

## 같이 보기
- 서곡
- 전주곡과 푸가